# XO-5
XO-5 (Absolutno) – gwiazda w gwiazdozbiorze Rysia, odległa o 908 lat świetlnych od Słońca. Krąży wokół niej jedna znana planeta pozasłoneczna.
Jest to żółty karzeł mniej masywny od Słońca. Jego wielkość gwiazdowa wynosi w przybliżeniu 12 magnitudo. Obiekt nie jest widoczny z Ziemi gołym okiem, ale można go zaobserwować przy użyciu małego teleskopu.

## System planetarny
Jedyną znaną planetą orbitującą wokół XO-5 jest XO-5 b (Makropulos). Należy ona do planet z rodzaju gorących jowiszy. Została odkryta w 2008 roku metodą tranzytu przy użyciu teleskopu XO.

## Nazwa
Gwiazda ma nazwę własną Absolutno, wywodzącą się z powieści „Fabryka absolutu” autorstwa Karela Čapka. Nazwa została wyłoniona w konkursie zorganizowanym w 2019 roku przez Międzynarodową Unię Astronomiczną w ramach stulecia istnienia organizacji. Uczestnicy z Czech mogli wybrać nazwę dla tej planety. Spośród nadesłanych propozycji zwyciężyła nazwa Absolutno dla gwiazdy i Makropulos dla planety.